# Петропавловка (Айиртауський район)
Петропа́вловка (каз. Петропавл) — село у складі Айиртауського району Північноказахстанської області Казахстану. Входить до складу Українського сільського округу, раніше перебувало у складі ліквідованої Каменнобродської сільської ради.
Населення — 46 осіб (2021; 211 у 2009, 239 у 1999, 258 у 1989).
Національний склад станом на 1989 рік:
- росіяни — 50 %.